# Tessuto nervoso

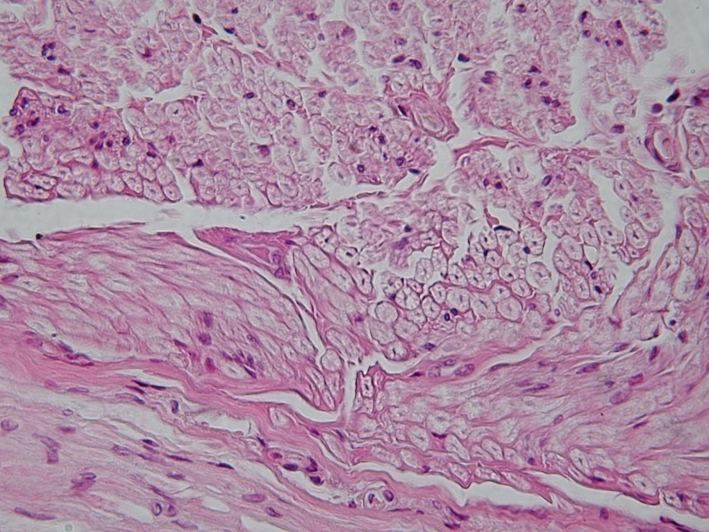
Esempio di tessuto nervoso.

Il tessuto nervoso è uno dei quattro tipi fondamentali di tessuto che compongono il corpo degli animali. La sua funzione fondamentale è di ricevere, trasmettere ed elaborare gli stimoli interni ed esterni del corpo, permettendo in definitiva a un organismo di relazionarsi con il proprio ambiente. Il tessuto nervoso è inoltre responsabile, tramite meccanismi ancora non del tutto chiari, delle funzioni psichiche e intellettive degli esseri umani, come la memoria, la conoscenza, la coscienza. 
Il tessuto nervoso, negli organismi superiori, forma una struttura di maggiore complessità chiamata sistema nervoso.
Le cellule nervose si associano tra loro da un punto di vista morfologico e funzionale: i neuroni, infatti, associandosi tra loro costituiscono delle fibre nervose intercomunicanti. Si può affermare allora che il tessuto nervoso rappresenta un vero e proprio sincizio funzionale: i neuroni possono scambiarsi messaggi grazie a due caratteristiche loro proprie: l'eccitabilità e la conducibilità.
Eccitabilità significa che la cellula nervosa può reagire a degli stimoli esterni (fisici e chimici) di varia natura che vengono convertiti in impulso nervoso. Conducibilità significa che l'impulso nervoso insorto su una cellula nervosa può essere trasmesso alle altre cellule sotto forma di piccola corrente elettrica e in corrispondenza di particolari giunzioni cellulari che sono le sinapsi.

## Cellule del sistema nervoso
Il sistema nervoso è composto essenzialmente da due tipi di cellule: i neuroni, veri responsabili della ricezione e della trasmissione degli impulsi nervosi, e le cellule della glia, o nevroglia, che hanno funzioni di supporto strutturale e funzionale rispetto ai neuroni. Vengono poi talvolta impropriamente considerate come parte del tessuto nervoso alcune cellule connettivali di natura fibrosa, che offrono un sostegno strutturale al tessuto nervoso.

### Neuroni

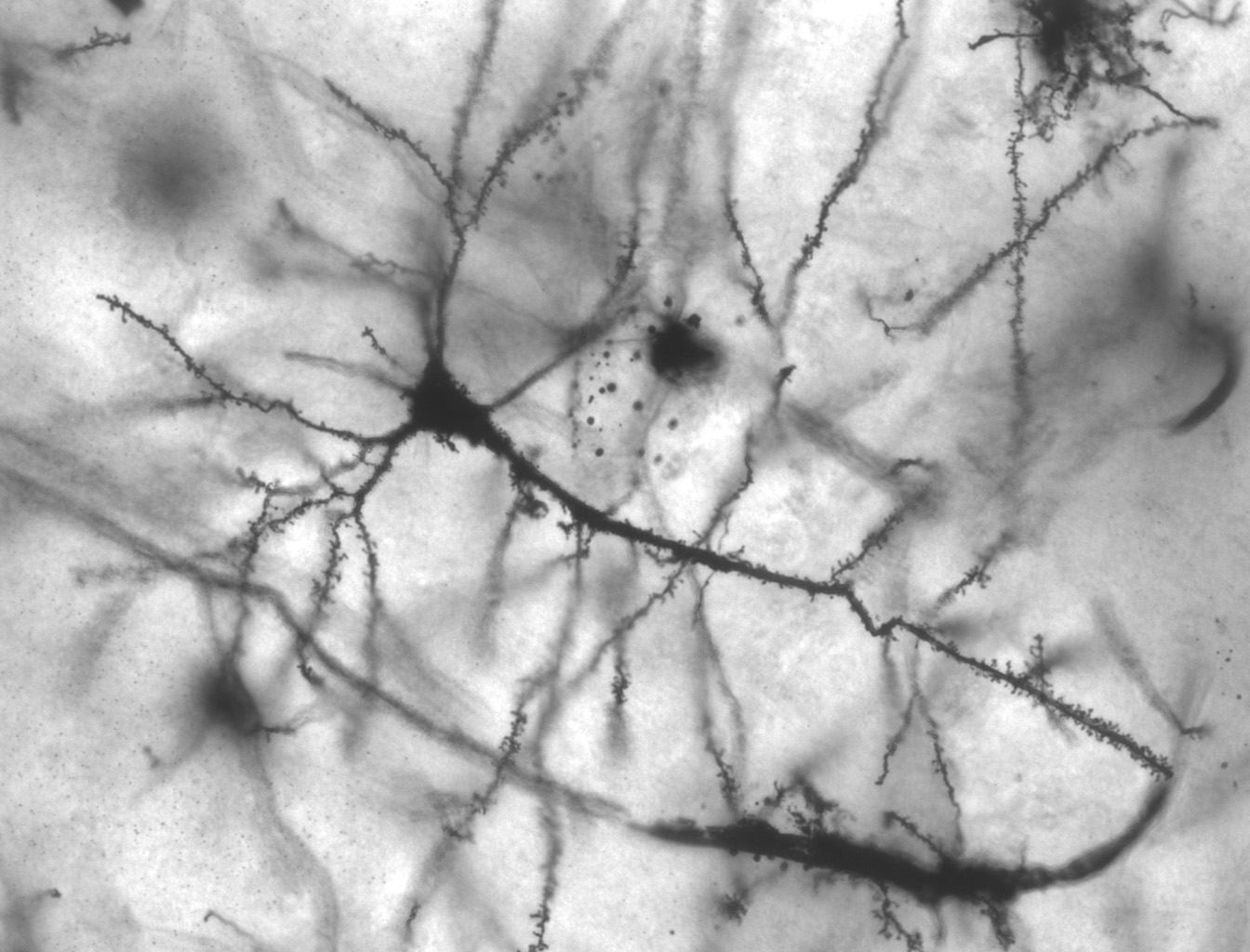
Neuroni dell'ippocampo umano.

I neuroni sono cellule solitamente dotate di lunghi filamenti, caratterizzate dalla capacità di eccitarsi se stimolate da un impulso elettrico. Sono composti da un corpo cellulare, detto soma o, talvolta, pirenoforo, dal quale si diramano due tipi di prolungamenti: i dendriti e gli assoni. 
- i dendriti sono prolungamenti relativamente corti, estremamente ramificati, presenti in gran numero sul corpo cellulare. La loro funzione è di ricevere gli stimoli provenienti dall'esterno, o da altri neuroni, e di trasmetterli verso il corpo cellulare; in altre parole, nei dendriti l'impulso nervoso viaggia in direzione del pirenoforo.
- l'assone è invece un filamento di notevoli dimensioni, normalmente molto più lungo dei dendriti, e ne è presente uno solo per ogni neurone. L'assone ritrasmette l'informazione nervosa giunta al corpo cellulare verso l'esterno: può essere connesso ai dendriti di altri neuroni, o alle giunzioni neuromuscolari dei muscoli. Nell'assone, l'impulso nervoso viaggia in direzione distale rispetto al pirenoforo.

Questa descrizione generale, pur valida per la maggior parte dei neuroni, non è tuttavia universale: all'interno di un organismo la forma dei neuroni può variare notevolmente: un esempio sono i cosiddetti neuroni unipolari, che sono privi di dendriti. È importante notare come sia i dendriti sia gli assoni siano in realtà prolungamenti del corpo cellulare, formati da lunghe evaginazioni della membrana cellulare dei pirenofori; nonostante ciò, tuttavia, mentre il citoplasma dei dendriti è del tutto simile a quello del corpo cellulare, quello degli assoni è molto diverso, infatti manca di ribosomi e di vescicole di Golgi ed è invece ricco di microfilamenti e microtubuli.
In realtà, i neuroni che trasmettono gli impulsi non entrano mai veramente in contatto con quelli che ricevono tali impulsi; nonostante siano molto vicini non entrano mai in contatto, questa separazione è detta fessura sinaptica o più semplicemente sinapsi.
All'interno del terminale assonico, in minuscole vescicole, è immagazzinato un neurotrasmettitore di origine chimica rilasciato nella sinapsi nel momento in cui giunge un impulso nervoso elettrico; questo neurotrasmettitore passa l'impulso al neurone immediatamente successivo legandosi ai recettori presenti sulla sua membrana.

### Cellule gliali
Le cellule della glia, o nevroglia, sono cellule di varia forma e funzione, non direttamente coinvolte nei processi di trasmissione degli impulsi nervosi, ma che costituiscono un sostegno strutturale ai neuroni, assicurando loro nutrimento, protezione dalle lesioni, e svolgendo altri compiti fisiologici quali l'isolamento elettrico degli assoni. Esempi di cellule della glia sono: 
- gli astrociti, cellule dotate di numerosi prolungamenti che ancorano fisicamente i neuroni assicurando loro il rifornimento di sangue. Regolano inoltre l'ambiente chimico esterno dei neuroni rimuovendo gli ioni, e catturano e riciclano i neurotrasmettitori rilasciati durante la trasmissione nervosa. Intervengono nella formazione della barriera ematoencefalica durante lo sviluppo del Sistema Nervoso Centrale e nel mantenimento e nella regolazione delle attività di barriera degli endoteli cerebrali nell'adulto. Anche se non sono componenti strutturali della barriera, esperimenti di coltura in vitro suggeriscono che essi contribuiscono in modo rilevante al suo funzionamento.
- gli ependimociti, che delimitano le cavità del sistema nervoso centrale e, col battito delle ciglia, favoriscono la circolazione del liquido cerebrospinale (liquor).
- gli oligodendrociti e le cellule di Schwann, che isolano elettricamente gli assoni rivestendoli di una sostanza grassa chiamata mielina, producendo la cosiddetta guaina mielinica. La guaina, che è in realtà costituita del citoplasma stesso di tali cellule, avvolto più volte intorno all'assone, lo isola permettendo quindi una migliore propagazione dei segnali elettrici. Al contrario delle cellule di Schwann, che rivestono tipicamente un unico assone alla volta, gli oligodendrociti possono rivestire più di un assone.
- i microgliociti o cellule della microglia sono invece poco numerosi e risultano localizzati in vicinanza dei pirenofori o dei vasi. Sono ascrivibili al sistema dei fagociti mononucleati; infatti la  funzione predominante è quella fagocitaria per la distruzione o la rimozione di frammenti di neuroni in degenerazione.